# Jörg Viebahn
Jörg Viebahn (* 21. Juli 1964 in Gummersbach) ist ein deutscher Unternehmer und Automobilrennfahrer.

## Karriere als Rennfahrer
Jörg Viebahn stieg 1984 in den Motorsport ein. Seit 2003 startete er bei Langstreckenrennen.
In der VLN Langstreckenmeisterschaft Nürburgring startete er erstmals 2004 mit einem Honda Civic Type R. Danach ging er regelmäßig in der VLN in unterschiedlichen Klassen und Rennfahrzeugen an den Start und konnte bis 2018 insgesamt 51 Klassensiege und 21 Gruppensiege erzielen.
Seit 2005 fuhr er für verschiedene Rennteams beim 24-Stunden-Rennen auf dem Nürburgring. 2007 erreichte er dort im BMW 120d mit dem Klassensieg in der S1-Klasse seine beste Platzierung.
Ab 2007 startete er in der 24H Series-Rennserie. In dem Jahr gewann er mit dem Team Mäder Motorsport in einem Honda S2000 den A2-Klassensieg beim 24-Stunden-Rennen von Dubai. Ein Jahr später konnte er zusammen mit Claudia Hürtgen und Stian Sørlie beim 12-Stunden-Rennen in Ungarn für Schubert Motorsport mit einem BMW 120d den Gesamtsieg feiern. 2017 erreichte er beim 12-Stunden-Rennen von Bathurst auf dem Mount Panorama Circuit mit dem Team PROsport Performance in einem Porsche Cayman Pro4 GT4 den Klassensieg in der GT4-Klasse.
Viebahn startete 2013 erstmals in der GT4 Trophy, der späteren GT4 European Series. In dieser Rennserie erzielte er bislang seine größten Motorsporterfolge. Direkt in seinem Debütjahr gewann er mit einem Porsche 997 Cup GT4 den Titel in der AM-Wertung. 2016 konnte er daran anknüpfen und gewann zusammen mit Peter Terting im Porsche Cayman Pro4 GT4 den Meistertitel in der PRO-Wertung.

## Karriere als Unternehmer
Viebahn studierte Betriebswirtschaftslehre an der Universität Mannheim.
Seit 1991 ist er Eigentümer und Geschäftsführer eines Produktionsunternehmens für Transport-Komponenten in Wiehl.